# Ayen
För andra betydelser, se Ayen (olika betydelser).
Ayen är en kommun i departementet Corrèze i regionen Nouvelle-Aquitaine i de centrala delarna av Frankrike. Kommunen ligger  i kantonen Ayen som tillhör arrondissementet Brive-la-Gaillarde. År 2022 hade Ayen 712 invånare.

## Befolkningsutveckling
Antalet invånare i kommunen Ayen
Referens:INSEE